# Forcipomyia letabanus
Forcipomyia letabanus är en tvåvingeart som beskrevs av Meillon, Meiswinkel och Wirth 1982. Forcipomyia letabanus ingår i släktet Forcipomyia och familjen svidknott. Inga underarter finns listade i Catalogue of Life.